# 石紋獅子魚
石紋獅子鱼，为輻鰭魚綱鮋形目杜父魚亞目狮子鱼科的其中一種。分布於北太平洋區的鄂霍次克海海域，屬底棲性魚類，棲息在水深96至165公尺的水域，生活習性不明。